# Дідак Віла
Дідак Віла (ісп. Dídac Vilà, нар. 9 червня 1989, Матаро) — іспанський футболіст, лівий захисник іспанського клубу «Еспаньйол».
Також відомий виступами за «Еспаньйол» та молодіжну збірну Іспанії.
Чемпіон Італії.

## Клубна кар'єра
Народився 9 червня 1989 року в місті Матаро. Вихованець юнацьких команд футбольних клубів «Матаро» та «Еспаньйол».
У дорослому футболі дебютував 2008 року виступами за команду «Еспаньйол Б», в якій провів два сезони, взявши участь у 40 матчах чемпіонату.
Своєю грою за цю команду привернув увагу представників тренерського штабу головної команди «Еспаньйола», до складу якої почав залучатися 2009 року. Відіграв за барселонський клуб наступні два сезони своєї ігрової кар'єри.
Першу половину 2011 року захищав кольори команди клубу «Мілан», після чого ще на один сезон повернувся до «Еспаньйола», цього разу вже як орендований гравець.
До складу клубу «Мілан» повернувся з оренди влітку 2012 року.

## Виступи за збірні
з 2009 року залучався до складу молодіжної збірної Іспанії. На молодіжному рівні зіграв у 14 офіційних матчах.

## Статистика виступів

### Статистика клубних виступів
| 2008–09               | «Еспаньйол Б»         | ТД                    | 30+1  | 3+0 | КІФ   | 3   | 0 | -  | - | - | 34  | 3 |
| 2009–10               | «Еспаньйол Б»         | СДБ                   | 10    | 0   | -     | -   | - | -  | - | - | 10  | 0 |
| Усього Espanyol B     | Усього Espanyol B     | Усього Espanyol B     | 40+1  | 3+0 |       | 3   | 0 |    | - | - | 44  | 3 |
| 2008–09               | «Еспаньйол»           | ПД                    | 0     | 0   | КІ    | 1   | 0 | -  | - | - | 1   | 0 |
| 2009–10               | «Еспаньйол»           | ПД                    | 11    | 0   | КІ    | 0   | 0 | -  | - | - | 11  | 0 |
| 2010-січ. 2011        | «Еспаньйол»           | ПД                    | 13    | 0   | КІ    | 3   | 0 | -  | - | - | 16  | 0 |
| січ.-лип. 2011        | «Мілан»               | A                     | 1     | 0   | КІ    | 0   | 0 | ЛЧ | 0 | 0 | 1   | 0 |
| 2011–12               | «Еспаньйол»           | ПД                    | 37    | 2   | КК+КІ | 1+5 | 1 | -  | - | - | 43  | 3 |
| Усього за «Еспаньйол» | Усього за «Еспаньйол» | Усього за «Еспаньйол» | 61    | 2   |       | 10  | 1 |    | - | - | 71  | 3 |
| 2012–13               | «Мілан»               | A                     | 0     | 0   | КІ    | 0   | 0 | ЛЧ | 0 | 0 | 0   | 0 |
| Усього за кар'єру     | Усього за кар'єру     | Усього за кар'єру     | 102+1 | 5+0 |       | 13  | 1 |    | 0 | 0 | 116 | 6 |

## Титули і досягнення

### Командні
- Чемпіон Італії (1):

«Мілан»: 2010/11
- Володар Кубка Греції (1):

АЕК: 2015/16
- Переможець Середземноморських ігор: 2009
- Чемпіон Європи (U-21) (1):

Молодіжна збірна Іспанії: 2011